# 殿山ダム
殿山ダム（とのやまダム）は、和歌山県田辺市合川（ごうがわ）、二級河川・日置川水系日置川に建設されたダム。合川ダムともいう。高さ64.5メートルのアーチ式コンクリートダム（関西電力のダムでは初）で、関西電力の発電用ダムである。同社の水力発電所・殿山発電所に送水し、最大1万5,000キロワットの電力を発生する。

## 歴史
紀伊半島・果無山脈に端を発し、太平洋へ注ぐ日置川の流域は、日本でも有数の多雨地域である。関西電力はこの豊富な水資源を水力発電に活用するべく、殿山発電所および殿山ダムの建設を計画。建設予定地は最寄の鉄道駅から遠く、かつ道幅の狭い道路しかないこと、また殿山ダム建設に伴う水没補償など課題の多い地点であったが、和歌山県内の電力需要が将来増加すると見込んだ上で、着工に踏み切った。
殿山ダムの型式はアーチ式コンクリートダムである。1950年代は日本でアーチ式コンクリートダムが本格的に建設され始めた年代であり、同年代中盤には上椎葉ダムのような高さ100メートル超の大規模アーチ式コンクリートダムも出現している。同年代後半にさしかかろうとする今回、関西電力が殿山ダムで挑もうとしているのは、当時の日本では未だ施工例のなかったドーム型アーチ式コンクリートダムという最新の型式である。これは従来平面的なものでしかなかったアーチ形状を、立体的にも取り入れようとしたもので、関西電力はこれを「ビール樽を縦に半分に切断したような型」と表現している。これによりコンクリート使用量のさらなる削減が可能となるが、設計のための計算は複雑化する。コンピュータのなかった当時のこと、殿山ダムに最適なアーチ形状を5人の技術者が1か月もの期間を要してやっと導き出したという。
殿山ダムの建設により、村役場や中学校校舎を含む公共の建築物12戸と、民家76戸が水没することになった。関西電力が本格的な調査に着手したのは1952年（昭和27年）のことであったが、こうした水没補償をめぐる交渉が難航し、1953年（昭和28年）の着工はいったん見送られることになった。その後、和歌山県知事が仲介役に回るなどして補償問題は解決へと向かい、1955年（昭和30年）に着工となった。しかし、完成を目前に控えての試験湛水直前において、一部の住民が立ち退きを拒否した。これに対し、土地収用委員会の勧告や仮処分といった手段によって、これらを強制的に立ち退かせるという事態になった。
殿山ダムは1957年（昭和32年）3月22日に湛水を開始し、同年中に完成。同年5月12日、殿山発電所が運転を開始した。殿山ダムにおけるドーム型アーチ式コンクリートダムの経験は、のちの黒部ダム建設で大いに役立てられることになる。

## 周辺
JR紀勢本線・紀伊日置駅から和歌山県道37号日置川大塔線を日置川に沿って北上すると殿山ダムに至る。ダム手前の道端からは殿山ダムを正面から望むことができ、天端付近のクレストゲート6門に加え、中腹にもオリフィスゲートが6門装備されているのが印象的である。オリフィスゲートは1門あたりの穴の大きさが5メートル×6メートルもあり、すべては3,600立方メートル毎秒もの莫大な洪水量を安全に流下させるための措置である。
下流には殿山発電所がある。カプラン水車を採用した1台の水車発電機が導入されたが、本来カプラン水車は20メートル程度の低落差用に開発されたものである。これに対し殿山発電所は70メートルもの落差があり、従来であれば効率が悪化しかねないところであったが、メーカーは模型試験を繰り返し、ついに高落差でも高効率を実現するカプラン水車の開発に成功した。日本機械学会はこれを高く評価し、メーカーに進歩賞を贈呈した。

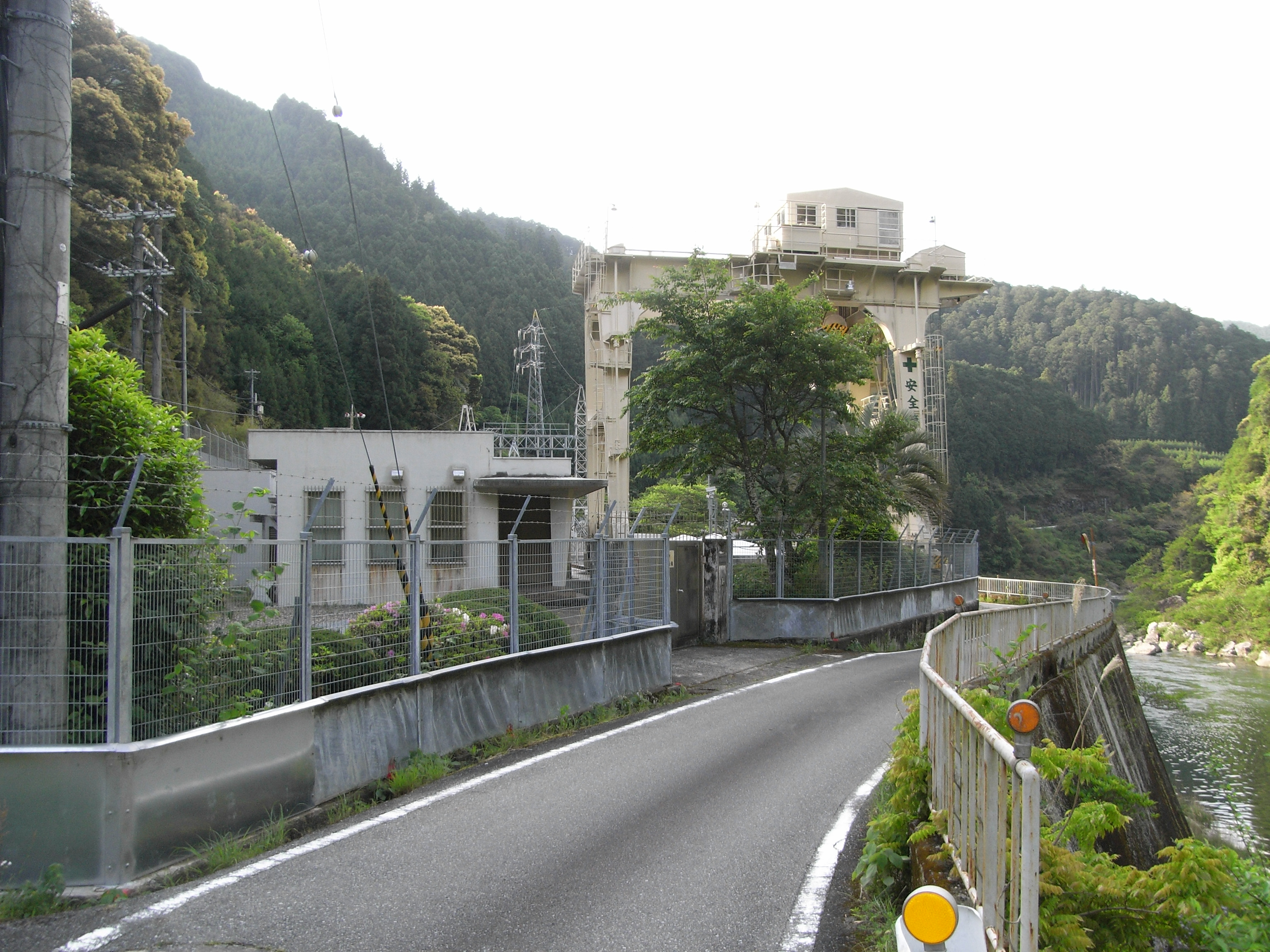
殿山発電所

## 諸問題
殿山ダム完成後も、当地は何度か台風による集中豪雨に襲われ、そのうち何度か流域に水害をもたらしている。1958年（昭和33年）8月、台風17号による洪水により死傷者は23名、流失もしくは全・半壊した家屋は合わせて380戸に上った。このとき殿山ダムは洪水吐ゲート全門を開放しており、行き過ぎた放流が水害の原因ではないかと社会問題化した。また、1990年（平成2年）および1997年（平成9年）の水害に対しては、被害に見舞われた流域住民が殿山ダムを管理する関西電力、そして日置川を管理する和歌山県を相手取り、損害賠償をめぐって訴訟を起こす事態になった。裁判では原告側の敗訴という結果となっているが、このように水害の度に殿山ダムの責任を問う声が上がるのは、殿山ダムが日置川水系唯一のダムであるためでもあり、関西電力も殿山ダムの改修や運用の見直しを行っている。
殿山ダムが完成した当時は電力不足という時代背景もあって、発電を最優先し水位を満水位近くで維持する運用がとられていた。このため、洪水時のダム放流はクレストゲートより開始し、次にオリフィスゲートという順番で行われていた。しかし、洪水量の貯留を行うためには水位をある程度まで下げて、空き容量を確保しておく必要がある。水位を下げるということはクレストゲートからの放流が常時できなくなるということであり、オリフィスゲートを常用とせざるを得なくなった。しかし、殿山ダムのオリフィスゲートは任意の開度で固定しておくことができなかった。これでは、たとえ1門ずつ開いていったとしても、1門あたりの放流量が最大525立方メートル毎秒と大きいため、下流はたちまち大洪水である。関西電力は低水位運用の開始に合わせてオリフィスゲートを部分開操作（パーシャル操作ともいう）できるよう改修を行った。
しかし、このときの改修で部分開操作が可能となったのは中央の2門だけであったため、放流の際は (1) ダムへの流入量の増加に応じて中央の2門を徐々に開き、(2) 全開に達したら隣の未改修の門を全開にし、(3) 中央の門をいったん全閉にして、 (4) さらなる流入量の増加に応じて中央の2門を再び徐々に開いてゆく――という、差し替え操作が必要であった。こうした極めて煩雑な操作を必要とすることは、ダム操作員への大きな負担を強いることとなり、また地元住民からもダムの放流操作をよりスムーズに行うよう要望されていた。関西電力は課題であった部分開時の振動および噴流の問題を研究・解決し、2006年（平成18年）にようやく全門の部分開操作を可能とした。